# Thereuopoda chinensis
Thereuopoda chinensis är en mångfotingart som beskrevs av Karl Wilhelm Verhoeff 1905. Thereuopoda chinensis ingår i släktet Thereuopoda och familjen spindelfotingar. Inga underarter finns listade i Catalogue of Life.